# Amaurobius occidentalis
Espèce
Amaurobius occidentalis est une espèce d'araignées aranéomorphes de la famille des Amaurobiidae.

## Distribution
Cette espèce se rencontre en France, en Espagne et au Portugal.

## Description
Les femelles mesurent de 9 à 12 mm.

## Publication originale
- Simon, 1893 : Descriptions de deux arachnides du Portugal. Annales de la Société Entomologique de France, vol. 61, 194-195 (texte intégral).